# 美因豪森
美因豪森（發音：[maɪnˈhaʊzn̩]）是德国黑森州达姆施塔特行政区奥芬巴赫县的市镇，面积17.92平方千米，2023年12月31日人口为9,748人。